# Unie voor het Middellandse Zeegebied
De Unie voor het Middellandse Zeegebied (Frans: Union pour la Méditerranée), officieus ook wel Mediterrane Unie (MU), is een samenwerkingsverband tussen de landen van de Europese Unie en de landen gelegen aan de Middellandse Zee. De Unie werd op 13 juli 2008 opgericht. Aan het genootschap doen 42 landen mee, waaronder de 27 landen van de Europese Unie.[dode link] De Unie heeft meer dan 780 miljoen inwoners.

## Achtergrond
De Unie voor het Middellandse Zeegebied is een voortvloeisel van het zogenaamde Barcelona-proces.[dode link] Het Barcelona-proces van de Europese Unie werd in 1995 gestart, maar kwam lange tijd niet verder van de grond. De Unie was bedoeld om het proces een nieuwe impuls te geven.
De Mediterrane Unie bouwt voort op het Euro-mediterraan partnerschap (EUROMED), dat in 1995, samen met het Barcelona-proces zelf, werd gelanceerd en speciaal is bedoeld voor de bevordering van economische samenwerking. De Unie is bedoeld als een aanvulling op de associatieovereenkomsten tussen de EU en afzonderlijke derde landen buiten de EU (Association Agreements of AA's). Zij is ook in lijn met de gezamenlijke Afrika-Europa-strategie en staat los van eventuele uitbreiding van de EU.

## Oorspronkelijke voorstel

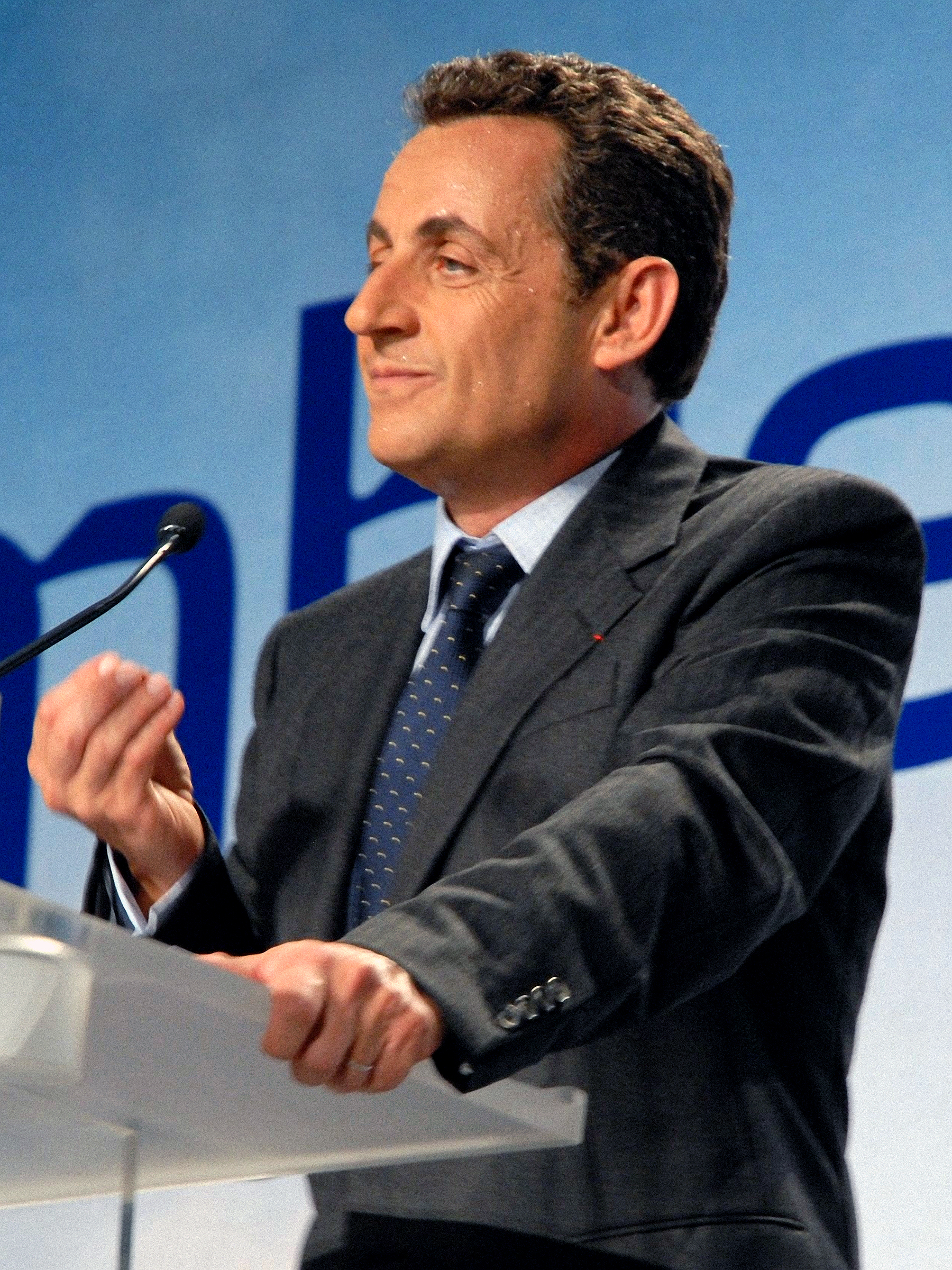
President Nicolas Sarkozy deed zijn voorstel tijdens de verkiezingscampagne

De Mediterrane Unie werd oorspronkelijk voorgesteld door de toenmalig Franse president Nicolas Sarkozy, tijdens zijn verkiezingscampagne in 2007. Sarkozy dacht met name aan een samenwerking tussen de zuidelijke Europese staten Frankrijk, Spanje, Italië, Portugal en Malta enerzijds en de vijf Noord-Afrikaanse landen Marokko, Algerije, Tunesië, Mauritanië en Libië anderzijds. Deze landen zouden een eigen Raad moeten krijgen, vergelijkbaar met de Europese Raad.
Sarkozy zag de Unie als een brug tussen Europa en Afrika.[dode link] De nadruk zou moeten liggen op de bestrijding van georganiseerde misdaad en terrorisme, duurzame ontwikkeling, tegengaan van illegale immigratie en energie-voorziening. Sarkozy wilde de export van Franse kernenergie-technologie bevorderen in ruil voor gasleveranties uit Noord-Afrika.
Sarkozy zei dat hij zijn initiatief ook zag als een manier om vrede te bevorderen tussen Israël en zijn Arabische buurlanden. Op een driedaags staatsbezoek aan Marokko nodigde Sarkozy op 23 oktober 2007 alle mediterrane leiders uit voor een topontmoeting in Frankrijk in juni 2008, om de fundamenten te leggen van een politieke, economische en culturele unie gebaseerd op de principes van strikte gelijkheid. Koning Mohammed VI van Marokko was de eerste om zijn aanwezigheid te bevestigen.[dode link]
In zijn overwinningstoespraak zei Sarkozy:

Ik wil een oproep doen aan alle Mediterrane volkeren, hen zeggen dat zich alles in het Middellandse Zeegebied afspeelt en dat we de uitingen van haat moeten overstijgen om plaats te maken voor een grote droom van vrede en beschaving. Ik wil hen zeggen dat de tijd is gekomen om samen te bouwen aan een Mediterrane Unie die een verbinding moet betekenen tussen Europa en Afrika.
— Sarkozy, 6 mei 2007 in een verkiezingstoespraak

Nadien werd het plan concreter uitgewerkt. Turkije weigerde echter te participeren, totdat de garantie gegeven was dat dit het Turkse lidmaatschap van de EU niet zou vervangen.

## Oprichting en lidstaten
De officiële oprichting vond op 13 juli 2008 plaats tijdens een topconferentie in Parijs. Later dat jaar kwamen de betrokken ministers van Buitenlandse Zaken op 3-4 november bijeen op een top te Marseille, waar de organisatie van de Unie werd vormgegeven. Ze kwamen overeen dat het secretariaat in Barcelona wordt gevestigd en dat de Arabische Liga bij de bijeenkomsten van de unie aanwezig mag zijn. De secretaris-generaal is in principe afkomstig uit de zuidelijke lidstaten. Voorgesteld werd om in het vervolg het Barcelona-Proces, dat was aangeduid als "Barcelona Process: Union for the Mediterranean", officieel de naam "Union for the Mediterranean" (Unie voor het Middellandse Zeegebied) te geven. Verder kwamen nog tal van onderwerpen over taken en plannen van de Unie aan de orde.
Anno 2020 maken 27 EU-lidstaten deel uit van de Mediterrane Unie. De overige 15 landen zijn voornamelijk zuidelijke en oostelijke Middellandse Zee-staten. Dit zijn Albanië, Algerije, Bosnië en Herzegovina, Egypte, Israël, Jordanië, Libanon, Mauritanië, Monaco, Montenegro, Marokko, Palestina, Tunesië en Turkije. Syrië is sinds 2011 geschorst en Libië is lid als waarnemerstaat.

## Tabel lidstaten
De Mediterrane Unie is een verzameling van alle EU-lidstaten en landen aan de andere zijden van de Middellandse Zee. De zuidelijke lidstaten omvat behalve Turkije ook de landen die deelnamen aan het Barcelona-proces en de Europese Politiek van Nabuurschap (EPN). De Unie zou op deze drie gefundeerd zijn en een «brug» vormen tussen Europa, Noord-Afrika en het Midden-Oosten. Alle lidstaten tezamen zijn:
| Land                  | Overige lidmaatschappen        | Inwonertal  | Oppervlak km² |
| --------------------- | ------------------------------ | ----------- | ------------- |
| Albanië               | CEVA                           | 3.600.523   | 28.748        |
| Algerije              | Arabische Liga Afrikaanse Unie | 33.333.216  | 2.381.740     |
| België                | Europese Unie                  | 10.984.468  | 30.528        |
| Bosnië en Herzegovina | CEVA                           | 3.981.239   | 51.197        |
| Bulgarije             | Europese Unie                  | 7.679.290   | 110.912       |
| Cyprus                | Europese Unie                  | 766.400     | 9.251         |
| Denemarken            | Europese Unie                  | 5.457.415   | 43.094        |
| Duitsland             | Europese Unie                  | 82.314.906  | 357.050       |
| Egypte                | Arabische Liga Afrikaanse Unie | 80.335.036  | 980.869       |
| Estland               | Europese Unie                  | 1.342.409   | 45.226        |
| Finland               | Europese Unie                  | 5.289.128   | 338.145       |
| Frankrijk             | Europese Unie                  | 63.392.140  | 551.500       |
| Griekenland           | Europese Unie                  | 11.125.179  | 131.990       |
| Hongarije             | Europese Unie                  | 10.066.158  | 93.030        |
| Ierland               | Europese Unie                  | 4.239.848   | 70.273        |
| Israël                |                                | 7.184.000   | 20.770        |
| Italië                | Europese Unie                  | 59.131.287  | 301.318       |
| Jordanië              | Arabische Liga                 | 5.924.000   | 89.342        |
| Kroatië               | Europese Unie                  | 4.453.500   | 56.542        |
| Letland               | Europese Unie                  | 2.281.305   | 64.589        |
| Libanon               | Arabische Liga                 | 4.099.000   | 10.452        |
| Litouwen              | Europese Unie                  | 3.373.991   | 65.303        |
| Luxemburg             | Europese Unie                  | 476.200     | 2.586         |
| Malta                 | Europese Unie                  | 404.962     | 316           |
| Mauritanië            | Arabische Liga Afrikaanse Unie | 3.069.000   | 1.030.700     |
| Monaco                |                                | 32.671      | 1,95          |
| Montenegro            | CEVA                           | 678.177     | 13.812        |
| Marokko               | Arabische Liga Afrikaanse Unie | 33.757.175  | 446.550       |
| Nederland             | Europese Unie                  | 16.372.715  | 41.526        |
| Oostenrijk            | Europese Unie                  | 8.316.487   | 83.871        |
| Palestina             | Arabische Liga                 | 3.800.000   | 6.020         |
| Polen                 | Europese Unie                  | 38.116.486  | 312.683       |
| Portugal              | Europese Unie                  | 10.599.095  | 92.391        |
| Roemenië              | Europese Unie                  | 21.565.119  | 238.391       |
| Slowakije             | Europese Unie                  | 5.396.168   | 49.037        |
| Slovenië              | Europese Unie                  | 2.013.597   | 20.273        |
| Spanje                | Europese Unie                  | 45.116.894  | 506.030       |
| Tsjechië              | Europese Unie                  | 10.306.709  | 78.866        |
| Syrië                 | Arabische Liga                 | 20.314.747  | 185.180       |
| Tunesië               | Arabische Liga Afrikaanse Unie | 10.102.000  | 163.610       |
| Turkije               | Turkse Raad                    | 70.586.256  | 783.562       |
| Verenigd Koninkrijk   |                                | 60.587.300  | 244.820       |
| Zweden                | Europese Unie                  | 9.142.817   | 449.964       |
| Libië (observerend)   | Arabische Liga Afrikaanse Unie | 6.036.914   | 1.759.540     |
| Totale aantallen      |                                | 786.745.993 | 12.464.942    |

## Doelstellingen
De Mediterrane Unie moet leiden tot concrete projecten: het tegengaan van vervuiling in de Middellandse Zee, het aanleggen van transnationale snelwegen tussen grote havens in Noord-Afrika en samenwerking op het gebied van rampenbestrijding. Ook moet er een plan komen voor alternatieve energiebronnen als zonne-energie en komt er een Euro-mediterrane universiteit in Slovenië. Ook het tegengaan van illegale immigratie staat op de agenda.
De Mediterrane Unie zou een losser verband zijn dan de EU. Sarkozy riep de mediterrane volkeren op om hetzelfde te doen, met hetzelfde doel en dezelfde methode als de Europese Unie, hoewel hij zei dat de Unie niet op het bureaucratische EU-model gebaseerd zou zijn.
De lidstaten willen een permanente ministerraad oprichten met roterend co-voorzitterschap, een uit de EU, een uit de zuidelijke landen. De Mediterrane en Europese Unie zouden samenwerken en enkele instituties delen, zoals op juridisch gebied om corruptie, terrorisme, georganiseerde misdaad en mensenhandel te bestrijden. Barcelona werd door sommigen gezien als een mislukking, omdat het alle EU-lidstaten omvatte; door enkel Middellandse Zeestaten erbij te betrekken hoopt men het project een duidelijker doel te geven, omdat Noord-Europese landen minder geïnteresseerd zijn door mediterrane zaken. Dit zou dan weer een gebrek aan ambitie en samenwerking tussen de Europese landen voorkomen, want dit wordt als een van de redenen beschouwd waarom het Barcelona-proces zo traag vooruitgang boekt.

## Reacties

### Europa
De Europese Commissie heeft verklaard soortgelijke initiatieven, die regionale samenwerking promoten, op prijs te stellen, maar dat het project gebouwd moet worden op de bestaande structuren. Dit verwijst naar het Barcelona-proces uit 1995, voor vrijhandel en dialoog in het Middellandse Zeegebied, dat de Commissie als "succesvol" beschouwt.
Malta reageerde verontwaardigd toen Sarkozy, bij de uiteenzetting van zijn idee in Toulon tijdens de verkiezingscampagne, bij het opsommen van mogelijke Europese leden enkel Frankrijk, Portugal (hoewel niet aan de Middellandse Zee gelegen), Spanje, Italië, Griekenland en Cyprus noemde, maar Malta over het hoofd zag. De Maltese ambassadrice in Frankrijk, Vicki-Ann Cremona, schreef een brief naar Sarkozy waarin de Maltese regering haar spijt hierover kenbaar maakte. Sarkozy schreef meteen terug om zich te verontschuldigen en erkende de sleutelrol die Malta speelde in de Middellandse Zeeregio. Als toenmalig minister van Binnenlandse Zaken, nodigde Sarkozy Malta uit om deel te nemen aan de FRONTEX-oefening tegen illegale immigratie, en betaalde alle kosten gepaard aan Malta's deelneming.

### Zuiden
In Noord-Afrika steunden Marokko en Tunesië het voorstel, en in het Oostelijk Middellands Zeegebied werd het plan door — zij het bedachtzaam — Israël omarmd, terwijl Turkije het project kwaad verwierp als alternatief voor EU-lidmaatschap. Toen duidelijk werd dat het lidmaatschap van de MU geen vervanging was voor het lidmaatschap voor de EU, ging ook Turkije overstag.
De Libische regering uitte haar bezorgdheid over het voorstel en zond zijn minister van Buitenlandse Zaken naar Tunesië en Algerije voor overleg, voordat Sarkozy in de regio aankwam. Dat de Noord-Afrikaanse landen niet eerst geraadpleegd werden, werd door Libië als een fout van Frankrijk beschouwd. Ook werd benadrukt dat Qadhafi niet zou toelaten dat Frankrijk zijn hegemonie over de landen van de Unie van de Arabische Maghreb zou vestigen, maar dan onder het mom van mediterrane samenwerking. Libië heeft toch deelgenomen aan het project, maar dan als observerend lid.